# O, vad sällhet det är
O, vad sällhet det är, är en psalm med text skriven 1866 av P.P. Waldenström och musik skriven 1868n av Oscar Ahnfelt. Texten bearbetades 1985 av Harry Lindström. Den är publicerad bland annat i Sions Sånger (1951).

## Publicerad i
- Psalmer och Sånger 1987 som nr 650 under rubriken "Att leva av tro - Glädje - tacksamhet".[1]